# Ludwigsstadt
Ludwigsstadt település Németországban, azon belül Bajorországban. Lakosainak száma 3315 fő (2023. december 31.). Ludwigsstadt Tettau és Steinbach am Wald községekkel határos.

## Népesség
A település népessége az elmúlt években az alábbi módon változott:
| Lakosok száma | 1558 | 2729 | 2521 | 3551 | 3469 | 3438 | 3427 | 3396 | 3306 | 3315 |
|               | 1875 | 1950 | 1975 | 2011 | 2013 | 2014 | 2016 | 2018 | 2021 | 2023 |